# Liste des épisodes de MASH

Cette page présente la liste des épisodes de la série télévisée MASH.

## Première saison (1972-1973)
1. Le pilote  (Pilot) : Pierce et McIntyre organisent une tombola afin de financer les études de Ho-Jon.
2. Échange standard  (To Market, to Market) : Des médicaments ayant été volés pour le marché noir, Pierce et McIntyre essayent de les récupérer en les échangeant avec le bureau du colonel Blake.
3. Requiem pour un poids léger  (Requiem for a Lightweight) : Pour faire revenir une infirmière qui a été mutée, McIntyre, coaché par Pierce, doit participer à un match de boxe.
4. La promotion  (Chief Surgeon Who?) : Pierce est nommé chirurgien-chef par le colonel Blake. Frank Burns le prend très mal...
5. La moose  (The Moose) : Pierce est révolté quand un sergent arrive au camp avec sa "moose", une jeune fille coréenne qu'il a achetée afin qu'elle le serve.
6. Docteur aux doigts d'or  (Yankee Doodle Doctor) : On tourne un documentaire au camp mais Pierce ne supporte pas la propagande qu'il véhicule.
7. Folle permission  (Bananas, Crackers and Nuts) : Pour obtenir une permission, Pierce fait croire qu'il a craqué psychologiquement. Mais quand, à la suite d'une évaluation psychiatrique, on veut l'envoyer à Tokyo en observation, les choses deviennent différentes...
8. Cowboy  (Cowboy) : Après avoir refusé une permission à un pilote d'hélicoptère surnommé "Cowboy", le colonel Blake échappe de peu à plusieurs tentatives d'assassinat...
9. Reviens Henry, reviens (Henry, Please Come Home) : Le colonel Blake est promu et part à Tokyo ; c'est Frank Burns qui prend sa place à la tête du camp. À peine entré en fonction, celui-ci met en place des réformes qui ne sont pas très populaires. Pierce et McIntyre vont donc essayer de persuader Blake de revenir...
10. Je hais les mystères  (I Hate a Mystery) : Des objets disparaissent mystérieusement. Quand le colonel Blake procède à une fouille du camp, il les retrouve tous cachés dans la cantine de Pierce. Ce dernier va alors mener l'enquête pour se disculper...
11. Le sang du devoir (Germ Warfare) : Pierce soigne un soldat nord-coréen qui a besoin d'une transfusion. Il prélève du sang à Burns pendant son sommeil mais, à peine transfusé, le soldat montre des symptômes d'hépatite virale. Il va donc falloir vérifier si Burns est atteint et l'isoler pour empêcher qu'il contamine quelqu'un, tout cela sans lui expliquer pourquoi...
12. Cher papa  (Dear Dad) : À l'approche de Noël, Pierce écrit à son père et lui raconte la vie au camp... [Épisode spécial de Noël]
13. Anniversaire d'Edwina  (Edwina) : Les infirmières du camp ont décidé de ne plus accorder de rendez-vous galants depuis qu'Edwina leur a avoué, à son anniversaire, n'avoir jamais connu d'homme. Les garçons décident de tirer à la courte-paille pour désigner celui qui va sortir avec Edwina afin que les choses redeviennent normales. Le sort désigne Pierce...
14. Cupidon a encore frappé  (Love Story) : Radar est déprimé. Il finit par avouer à Pierce et McIntyre que c'est parce qu'il a appris que sa fiancée allait se marier avec un autre homme. Alors que ces derniers font tout pour lui redonner le moral, Radar est soudain subjugué par une nouvelle recrue. Pierce et McIntyre vont alors l'assister dans ses tentatives de séduction.
15. Le capitaine fantôme  (Tuttle) : Pierce et McIntyre fournissent illégalement du matériel à un orphelinat. Pour cela, ils font croire au colonel Blake l'existence d'un capitaine Tuttle chargé de l'approvisionnement. Tout se complique quand Blake décide de nommer ce capitaine fantôme officier de permanence.
16. Le meneur  (The Ringbanger) : Après s'être fait retirer une balle, un colonel est pressé de retourner au combat. Quand Pierce et McIntyre apprennent qu'il a un taux de pertes très élevé pour ses hommes, ils font tout pour le garder au camp.
17. Parfois on entend le bruit de la balle (Sometimes You Hear the Bullet) : Un ami d'enfance de Pierce est de passage : afin d'écrire un livre, il a choisi de s'engager dans l'infanterie plutôt que d'être correspondant militaire. Dans le même temps, Pierce doit gérer le cas d'un soldat qui s'est fait passer pour son frère pour s'engager bien qu'il soit encore mineur.
18. Napalm académique  (Dear Dad, Again) : Pour la seconde fois de la saison, Pierce écrit à son père et lui raconte des anecdotes sur la vie au camp.
19. La combinaison pilote  (The Longjohn Flap) : C'est l'hiver. Tout le personnel du camp est frigorifié, à l'exception de Pierce, qui possède une combinaison en laine. Celle-ci va passer de mains en mains à l'occasion de trocs, de parties de poker ou de tentatives de séduction...
20. La Marine contre-attaque (The Army-Navy Game) : Alors que tout le monde se passionne pour la retransmission du match opposant l'Armée de Terre à la Marine, le camp est bombardé. Une bombe tombée en plein milieu du camp n'explose pas. Pierce et McIntyre vont devoir s'en occuper et la désamorcer...
21. Œil de Lynx ne voit rien  (Sticky Wicket) : Pierce et Burns se disputent sans cesse sur leurs niveaux de compétence. Quand l'état d'un jeune soldat, opéré par Pierce, s'aggrave, cela envenime la situation...
22. À la fortune du pot  (Major Fred C. Dobbs) : Après une nouvelle humiliation publique, Frank Burns s'est enfin décidé à demander son transfert. Réalisant qu'ils sont allés trop loin, Pierce et McIntyre mettent en place un stratagème pour le faire rester : ils vont lui faire croire qu'il y a un filon d'or à proximité du camp...
23. Cessez-le-feu  (Ceasefire) : Le colonel Blake apprend officieusement qu'un cessez-le-feu a été conclu. Tout le camp est en liesse, à l'exception de McIntyre, qui ne croira à la fin de la guerre que quand il sera rentré aux USA...
24. Le train sifflera trois fois  (Showtime) : Plusieurs scènes indépendantes : les rivalités entre Pierce et Burns, le colonel Blake qui suit l'accouchement de sa femme par téléphone, une opération délicate de McIntyre, les doutes du pasteur... le tout entrecoupé de chansons lors d'un spectacle donné pour remonter le moral des troupes.

## Deuxième saison (1973-1974)
1. Inséparables (Divided We Stand) : Un psychiatre vient au camp afin de réaliser une évaluation psychiatrique. Il doit déterminer si le MASH doit être démantelé et ses hommes dispersés dans d'autres camps, ou non...
2. Le rendez-vous de cinq heures (5 O'Clock Charlie) : Tous les jours depuis trois semaines, un avion nord-coréen survole le camp, à cinq heures précises, pour bombarder un dépôt de munitions, mais il le manque à chaque fois. Les hommes ont pris l'habitude de parier sur la distance de l'impact, mais le major Burns voudrait un canon anti-aérien pour se débarrasser de l'ennemi...
3. Les yeux bleus d'Erika (Radar's Report) : Radar rédige le rapport d'activité hebdomadaire, principalement marqué par deux événements : une opération délicate de McIntyre perturbée par un prisonnier chinois blessé, et une évaluation psychiatrique de Klinger qui cherche à se faire réformer en s'habillant en femme, le tout entrecoupé de scènes de romance entre Pierce et un nouveau lieutenant, la belle Erika...
4. Ennemis de la dignité (For the Good of the Outfit) : Pierce et McIntyre opèrent des civils coréens dont le village a été bombardé. Ils découvrent que c'est l'Armée américaine qui est responsable. Pierce refuse d'enterrer l'affaire et rédige un rapport...
5. Les latrines de la paix (Dr. Pierce and Mr. Hyde) : Les hélicoptères se succèdent pour amener des blessée. Pierce enchaîne les opérations et ne dort plus. Il finit par ne plus avoir toute sa raison : il en vient à penser que s'il envoie les latrines du camp en Corée du Nord, la guerre s'arrêtera...
6. Kim (Kim) : Tout le monde au camp s'est pris d'affection pour Kim, un jeune coréen qui semble orphelin. Plutôt que de le confier à l'orphelinat, McIntyre envisage de l'adopter...
7. Personnel indigène local (L.I.P. (Local Indigenous Personnel)) : Un des amis de Pierce a besoin d'aide : ili vit avec une coréenne avec qui il a eu un bébé. Il souhaite les ramener aux USA, mais pour cela il faut qu'ils soient mariés...
8. Le procès d'Henry Blake (The Trial of Henry Blake) : Épisode constitué de différentes scènes de la vie au camp, évoquées lors du procès d'Henry Blake à la suite de plaintes de Burns et Houlihan, afin de déterminer si le colonel est apte à diriger le camp.
9. Un sang d'encre (Dear Dad… Three) : Nouvel épisode dans lequel Pierce écrit à son père et lui raconte diverses anecdotes...
10. Le franc-tireur (The Sniper) : Un franc-tireur attaque le camp. Tout le personnel se retrouve bloqué sous la même tente. Seul Frank Burns possède une arme...
11. Y a-t-il un chirurgien dans… (Carry On, Hawkeye) : Une épidémie de grippe touche le camp. Entre le personnel malade et celui épuisé, Pierce se retrouve seul chirurgien. Il contacte l'Etat-Major pour essayer d'obtenir de l'aide.
12. L'Incubateur (The Incubator) : Pierce et McIntyre souhaiteraient avoir un incubateur pour pouvoir faire des analyses au camp, mais la direction de l'équipement le leur refuse. Il va falloir qu'ils en trouvent un par leurs propres moyens...
13. Guerre et jeu (Deal Me Out) : La partie de poker de Pierce et McIntyre et interrompue à plusieurs reprises : un jeune soldat refuse de retourner au front, Radar a cru écraser un coréen spécialiste en arnaques et Burns refuse d'opérer un agent secret sans la présence d'un autre agent secret...
14. Lèvres en feu s'enflamme (Hot Lips and Empty Arms) : Le major Houlihan est aigrie, elle pense avoir fait des mauvais choix et décide de demander sa mutation.
15. Club privé (Officers Only) : Pour remercier le MASH d'avoir opéré son fils, un général offre un bâtiment préfabriqué afin d'y installer un club. Mais celui-ci est réservé aux officiers... Les hommes du rang, dont Radar, ainsi que Pierce et McIntyre, prennent ça assez mal.
16. Démon de midi (Henry in Love) : Henry Blake a rencontré à Tokyo une demoiselle dont il pense être éperdument amoureux. Seul problème : elle n'a qu'une vingtaine d'années. Il la fait venir au camp afin de la présenter à tous...
17. Pour l'amour d'une botte (For Want of a Boot) : C'est l'hiver et cela fait 3 mois que Pierce attend ses nouvelles bottes pour remplacer les siennes dont la semelle est trouée. Pour les obtenir, il négocie auprès du dentiste un rendez-vous pour le magasinier. Mais pour cela, le dentiste souhaiterait obtenir un voyage au Japon.
18. Opération nouveau nez (Operation Noselift) : Pour rendre service à un soldat terriblement complexé par son nez, Pierce fait venir au camp un de ses amis chirurgien esthétique.
19. L'heureux élu (The Chosen People) : Des coréens s'installent au camp en prétextant que celui-ci est sur leurs terres. L'une d'entre eux a un bébé dont elle prétend que le père est le caporal Radar O'Reilly...
20. Calme plat (As You Were) : Pas de blessés au camp, chacun passe le temps comme il le peut. Quand soudain, un flot de blessés arrive, le camp est bombardé, une jeune coréenne doit accoucher et, en plus, Frank Burns doit être opéré d'urgence d'une hernie
21. Chauve qui peut (Crisis) : La route qui dessert le camp est coupée, il n'y a plus aucun approvisionnement : ni nourriture, ni combustible, ni matériels, ni même papier toilette... Tout le monde doit s'organiser pour faire face à cette crise...
22. Guerre de religion (George) : Un jeune soldat blessé s'avère être bouddhiste. Il est rapidement ostracisé par tous, notamment par Frank Burns qui fait des pieds et des mains pour le faire radier de l'armée...
23. Nouvelle du front (Mail Call) : Le courrier vient d'arriver au camp. Frank Burns est ravi : il vient d'apprendre que ses investissements lui ont rapporté 2 000 $. Pierce va du coup lui faire croire qu'il a eu un tuyau lui assurant de gros profits...
24. Des agents très spéciaux (A Smattering of Intelligence) : à la suite d'un accident d'hélicoptère, un colonel arrive au camp. Il déclare être du FBI. Sur ce, un capitaine des renseignements débarque incognito et enquête sur ce colonel...

## Troisième saison (1974-1975)
1. Le général disjoncté (The General Flipped at Dawn) : Un nouveau général, très pointilleux sur la discipline et le respect du règlement, est nommé à l'état-major. Il vient inspecter le camp...
2. Le pont du point du jour (Rainbow Bridge) : L'armée chinoise contacte le camp : elle est disposée à restituer aux américains un groupe de soldats blessés que les chinois sont dans l'incapacité de soigner. Quelques hommes (Pierce, McIntyre, Radar, Burns et Klinger) se rendent au pont du point du jour afin de récupérer ces blessés... [À noter, plusieurs apparitions de Loudon Wainwright III, qui chante en s'accompagnant à la guitare]
3. L'officier du jour (Officer of the Day) : En l'absence du colonel Blake, c'est le major Burns qui dirige le camp. Il désigne Pierce comme officier du jour. Ce dernier ne prend pas son rôle très au sérieux...
4. L'homme aux nerfs d'acier (Iron Guts Kelly) : Le général Kelly visite le camp. Il a la réputation d'avoir des nerfs d'acier. Mais il meurt alors qu'il passait la nuit avec le major Houlihan. Son aide de camp veut faire croire qu'il a eu une mort glorieuse au champ d'honneur...
5. Coup de feu (O.R.) : De nombreux blessés sont arrivés au camp. Burns est arrêté au dernier moment par McIntyre alors qu'il allait enlever le rein d'un homme qui n'en avait déjà plus qu'un. Pierce ranime un patient dont le pouls s'est arrêté en lui massant directement le cœur, mais il apprend 4 heures plus tard que le soldat n'a pas survécu. Et pour finir, un incendie se déclare en salle d'opérations...
6. C'est le printemps (Springtime) : C'est le printemps. Radar est amoureux, Klinger veut épouser sa fiancée qui a enfin dit oui. Quant à Pierce, il se retrouve avec un garde du corps : une force de la nature qui est terriblement reconnaissant au docteur de l'avoir sauvé...
7. Une visite médicale (Check-Up) : Tout le personnel du camp doit passer une visite médicale. Les docteurs s'auscultent mutuellement les uns les autres. Pierce s'occupe du major Houlihan, le colonel Blake de Radar, quant à Burns il doit voir McIntyre. Il s'avère que ce dernier a un ulcère à l'estomac...
8. La cérémonie (Life with Father) : Blake se monte la tête après avoir reçu une lettre de sa femme : il s'imagine qu'elle lui est infidèle. Quant à l'aumônier, c'est une lettre de sa sœur, bonne-sœur, qui le perturbe : elle veut quitter les ordres. Pierce et McIntyre, eux, doivent organiser une cérémonie de circoncision...
9. La section est à l'eau (Alcoholics Unanimous) : Le colonel Blake est à Tokyo et, en son absence, c'est le major Burns qui dirige le camp. Il décide de supprimer toutes les boissons alcoolisées et confisque l'alambic de Pierce et McIntyre. Ces derniers cherchent une solution afin de pouvoir continuer à boire...
10. Vivent les infirmières (There Is Nothing Like a Nurse) : Une attaque du camp par des parachutistes ennemis étant probable, toutes les infirmières sont évacuées. Le personnel masculin le vit très mal... [Nouvelles apparitions musicales de Loudon Wainwright III, dont deux où il est accompagné par Alan Alda et Wayne Rogers].
11. Le soldat carnivore (Adam's Ribs) : Ça fait plus de 10 jours que le menu ne change pas : foie et poisson. Pierce en a assez et rêve de manger des côtelettes. Il décide de s'en faire livrer depuis un restaurant new-yorkais...
12. Une histoire de fou (A Full Rich Day) : Des blessés arrivent au camp. Parmi eux, un jeune soldat est incapable de bouger, comme paralysé, alors qu'il ne présente pas de blessure apparente. Pierce pense à un problème psychologique. De son côté, Radar a été mordu par un chien et a peur d'avoir contracté la rage...
13. Une journée bien remplie (Mad Dogs and Servicemen) : Pierce enregistre un message pour son père, lui racontant les événements de la veille : un soldat turc qui ne se laisse pas opérer, l'opération d'un sergent sous la menace de son lieutenant qui veut qu'on le traite en priorité, et la perte du corps d'un officier luxembourgeois...
14. Agneau en péril (Private Charles Lamb) : Radar recueille tous les animaux errants. Quand un colonel grec fait livrer au camp un agneau (entre autres) pour le manger lors des célébrations des fêtes de Pâques, il décide d'intervenir. De son côté, Burns juge ces célébrations proches du paganisme et veut tout faire pour les empêcher...
15. Pas moyen d'être tranquille  (Bombed) : Le camp est soumis à un bombardement intensif. Le colonel Blake se retrouve enterré sous les toilettes des officiers. Quant à McIntyre, il se retrouve enfermé dans l'intendance en compagnie du major Houlihan, ce qui attise terriblement la jalousie de Burns...
16. Bulletin de service (Bulletin Board) : La vie au camp, avec ses hauts et ses bas. Burns et Houlihan se brouillent pour une histoire d'argent. Blake est déprimé après la mort d'un blessé sur la table d'opération ; Pierce insiste pour qu'une kermesse soit organisée pour remonter le moral du personnel...
17. Médecin, vous avez dit médecin (The Consultant) : Envoyés à Tokyo pour y suivre des conférences, Pierce et McIntyre y font la connaissance d'un médecin qui vient leur rendre visite au MASH par la suite. Lors d'une intervention, ce dernier persuade l'équipe de ne pas amputer un soldat mais de tenter une greffe d'artère...
18. Arrêt de vigueur (House Arrest) : Après avoir frappé Frank Burns, Pierce est mis aux arrêts en attendant de passer en cour martiale. Dans le même temps, une infirmière vétéran colonel est en visite au camp, elle semble très attirée par Burns, au grand dam de Houlihan...
19. Recherche chirurgien désespérément (Aid Station) : Pierce, Houlihan et Klinger sont envoyés à un poste de secours au front afin de pallier le décès du chirurgien qui y pratiquait. Au MASH, tout le monde est inquiet à leur sujet...
20. Amour et mariage (Love and Marriage) : Pierce et McIntyre doivent régler deux problèmes délicats. Un infirmier coréen souhaite rendre visite à sa femme, d'autant plus qu'elle va bientôt accoucher, mais n'a pas de permission. Un autre infirmier prétend vouloir épouser une coréenne, que les médecins reconnaissent comme étant une employée d'un bordel...
21. Big Mac (Big Mac) : Le 4077ème est l'hôpital militaire qui a les meilleurs résultats.Il va donc recevoir la visite du général MacArthur...
22. Jour de solde (Payday) : Pierce est chargé de distribuer la solde des hommes de rang. À l'issue de la paye, il reste un excédent de 10 dollars. Radar insiste pour le déclarer officiellement mais il reçoit en retour 3 000 dollars de compensation... De son côté, Burns achète deux colliers de perles, un authentique pour sa femme et une imitation pour Houlihan. Cette dernière l'apprend et va tout faire pour amener Burns à lui offrir les vraies perles...
23. L'or blanc (White Gold) : Des hommes s'introduisent dans le camp pour voler de la pénicilline. Ils échouent et l'un d'eux se fait capturer. Le colonel Flagg, de la CIA, arrive au camp pour s'occuper de l'affaire...
24. Adieu Henry (Abyssinia, Henry) : Le colonel Blake va être rendu à la vie civile. Alors qu'il se prépare au départ et le fête avec Pierce, McIntyre et Radar, Houlihan et Burns sont persuadés que c'est ce dernier qui va devenir chef du camp...

## Quatrième saison (1975-1976)
1. Bienvenue en Corée (Welcome to Korea) : De retour de permission, Pierce apprend que McIntyre a été libéré et a quitté le camp 2 heures plus tôt. Il se précipite à l'aéroport pour lui dire au revoir mais arrive dix minutes trop tard. En revanche, il peut accueillir son remplaçant : le capitaine BJ Hunnicut. [Épisode d'une durée exceptionnelle de 50 minutes]
2. Changement de commandant (Change of Command) : Alors que Burns, à la tête du camp depuis le départ du colonel Blake, impose une discipline très stricte, un nouveau colonel est nommé pour diriger le 4077 : un médecin militaire de carrière. Burns, terriblement déçu, décide de s'enfuir. Quant à Pierce et Hunnicut, ils appréhendent le premier contact...
3. Nuit à problème (It Happened One Night) : Par une nuit glaciale, le camp est sous un bombardement de ses propres troupes. Alors que le colonel Potter essaie de le faire cesser, et que Pierce et Houlihan doivent gérer les blessés, Burns fouille la tente de Margaret afin de retrouver les lettres qu'il lui a écrites et qui pourraient le compromettre...
4. Un mort qui se porte bien (The Late Captain Pierce) : Pierce a été déclaré mort par erreur, sa famille a été informée de son "décès". Alors qu'il essaye de les joindre par tous les moyens pour les rassurer, il a le plus grand mal à régulariser sa situation.
5. Tant qu'il y aura des tanks (Hey, Doc) : Pierce et Hunnicut s'occupent discrètement des problèmes personnels d'officiers en échange de "petits" services : deux bouteilles de scotch pour un ongle incarné, un nouveau microscope pour pouvoir retourner au pays en bateau, et enfin, en échange d'une MST soignée en toute discrétion, ils obtiennent le prêt d'un tank pour se protéger de tireurs isolés.
6. Le car (The Bus) : Le colonel Potter, Pierce, Hunnicut et Burns reviennent d'un congrès médical en bus, conduit par Radar. Ils se perdent en chemin. Quand ils décident de faire demi-tour et de revenir sur leurs pas, le bus tombe en panne...
7. Joyeux anniversaire colonel (Dear Mildred) : Le colonel Potter écrit une lettre à sa femme. Dans le même temps, Pierce, Hunnicut et Radar récupèrent un cheval blessé pour le soigner. Enfin, de leur côté, Burns et Houlihan veulent faire une surprise au colonel pour son anniversaire : lui offrir un buste à son effigie...
8. Vive les gosses (The Kids) : Un orphelinat voisin vient de se faire bombarder. Tous les enfants sont accueillis au camp.
9. Quo vadis, capitaine Chandler ? (Quo Vadis, Captain Chandler?) : Un blessé prétend s'appeler Jésus Christ. Burns, persuadé qu'il simule, veut le faire condamner pour trahison. Il fait appel au colonel Flagg, de la CIA. Pierce obtient une évaluation psychiatrique du blessé...
10. Chère Peggy (Dear Peggy) : Hunnicut écrit à sa femme et lui raconte diverses anecdotes : comment il a sauvé un malade que Burns considérait mort ; Pierce qui veut battre le record du nombre de personnes dans une jeep ; le père Mulcahy qui est inspecté par son supérieur hiérarchique, et les perpétuels stratagèmes de Klinger pour se faire réformer...
11. Des pourris et des hommes (Of Moose and Men) : Pierce a une prise de bec avec un colonel, qui veut sanctionner son comportement sans tenir compte que Pierce lui a sauvé la vie. Hunnicut apporte son aide à un sergent qui a appris avoir été trompé par sa femme. Quant à Burns, il est plus paranoïaque que jamais...
12. Le soldat du mois (Soldier of the Month) : Tout le personnel est épuisé : une fièvre inconnue frappe la région. Burns est chargé de dératiser le camp mais il contracte la maladie. Dans le même temps, pour remotiver les troupes, le colonel met en place le concours du "soldat du mois"...
13. L'adieu à l'arme (The Gun) : Un colonel blessé arrive au camp. Il possède un colt 45 à crosse de nacre, que Radar range dans une armoire sécurisée. Burns le vole pour impressionner Margaret mais la disparition de l'arme est découverte. Radar risque 15 ans de prison si on n'identifie pas le voleur...
14. Au pied de la lettre (Mail Call, Again) : Radar distribue le courrier. Le colonel Potter apprend qu'il va être grand-père ; des paris sont lancés sur la date de naissance, le poids et le sexe du bébé. La femme de Burns demande le divorce ; il essaye de la joindre pour s'expliquer.Quant à Radar, il est très ému de recevoir un film sur lequel on voit toute sa famille.
15. Le colonel n'aime pas la tomate (The Price of Tomato Juice) : Une bouteille de jus de tomate est livrée par erreur au camp. Comme le colonel Potter semble se régaler, Radar fait tout pour qu'il y en ait tous les matins...
16. Lettre à maman (Dear Ma) : Radar écrit à sa mère et lui raconte diverses anecdotes, notamment la tournée d'inspection des pieds que réalise Pierce...
17. « Lèvres en feu » à Tokyo (Der Tag) : Depuis que le major Houlihan est partie à Tokyo pour quelque temps, Burns est plus irritable que jamais. Le colonel Potter demande à Pierce et Hunnicut de faire des efforts et d'être plus "gentils". Ces derniers invitent donc Burns à une partie de poker...
18. Monologue (Hawkeye) : Pierce est victime d'un accident de jeep. Il est recueilli par une famille coréenne mais personne ne parle anglais. Se diagnostiquant un traumatisme crânien, il se met à parler sans cesse pour rester éveillé...
19. La mise aux enchères (Some 38th Parallels) : Radar se lie d'amitié avec un blessé dont il a sauvé la vie. Pierce est victime d'une "panne" avec une belle infirmière. Quant à Burns, il veut vendre les ordures aux enchères plutôt que de laisser les populations locales récupérer gratuitement ce qu'elles peuvent...
20. La mutinerie de Pierce (The Novocaine Mutiny) : Pierce passe en audience préliminaire, accusé de mutinerie par Burns quand ce dernier avait le commandement du camp lors d'une permission du colonel Potter
21. Jack le meilleur (Smilin' Jack) : Un jeune soldat arrive au MASH blessé pour la seconde fois. Il reçoit une décoration mais préférerait rentrer au pays. Quant au pilote d'hélicoptère qui l'a emmené, Jack, il veut battre le record du nombre de soldats conduits vivants à l'hôpital malgré le diabète qui lui a été diagnostiqué...
22. À nos amours (The More I See You) : Deux nouvelles infirmières arrivent au camp. L'une d'elles est un ancien amour de Pierce, qui a toujours un faible pour elle...
23. Le déluge (Deluge) : Alternance d'extraits d'informations d'époque et de scènes de la vie de tous les jours au MASH.
24. L'interview (The Interview) : Cet épisode se présente sous la forme d'un reportage télévisé, avec interview des différents protagonistes.

## Cinquième saison (1976-1977)
1. MASH déménage (Bug Out) : Le fonctionnement du camp est perturbé. La cause : une rumeur comme quoi le MASH doit déménager et reculer de 10 km. Le colonel Potter a eu confirmation par un de ses amis général que ce n'était pas le cas. Pourtant, l'ordre d'évacuation arrive. Mais un blessé, qui vient d'être opéré de la colonne vertébrale, est intransportable. Pierce, Houlihan et Radar restent seuls avec le blessé 24 heures de plus au camp... [Épisode d'une durée exceptionnelle de 48 minutes]
2. « Lèvres en feu » se marie (Margaret's Engagement) : Houlihan revient euphorique de Tokyo. Elle annonce à tout le monde qu'elle va se marier. Burns le prend plutôt mal...
3. Loin des yeux, loin du cœur (Out of Sight, Out of Mind) : En tentant de réparer le poêle des infirmières, Pierce est brûlé au visage et perd la vue. Il ignore si ce sera temporaire ou permanent...
4. Radar monte en grade (Lt. Radar O'Reilly) : En remboursement d'une dette de jeu, Pierce et Hunnicut obtiennent d'un soldat, affecté au service des promotions, qu'il fasse nommer Radar lieutenant. Mais celui-ci n'y voit pas que des avantages...
5. Les infirmières (The Nurses) : Il y a des tensions entre Houlihan et les infirmières. Alors que l'une d'elles est sanctionnée et doit rester dans sa tente, son mari lui fait la surprise de venir au camp pour 24 heures. Les autres infirmières, ainsi que Pierce et Hunnicut, vont tout faire pour qu'ils puissent s'isoler tous les deux...
6. Une infirmière disparaît (The Abduction of Margaret Houlihan) : En pleine nuit, une jeune coréenne vient chercher de l'aide : sa mère est en train d'accoucher. Houlihan part immédiatement avec elle sans prévenir personne. Le lendemain, tout le monde la cherche...
7. Cher Sigmund (Dear Sigmund) : Suite d'anecdotes, mettant en scène les différents protagonistes, racontées par le psychiatre Sidney Freedman lors d'une de ses visites au camp.
8. La guerre de Mulcahy (Mulcahy's War) : Le père Mulcahy a un problème de conscience : il pense qu'il pourrait être plus utile au front plutôt qu'en restant au camp. Il décide d'accompagner Radar qui va chercher un blessé.
9. Un chirurgien venu d’ailleurs (The Korean Surgeon) : De nouveaux blessés arrivent au camp. Parmi eux, un certain nombre de nord-coréens, dont un chirurgien. Celui-ci, admiratif du travail de Pierce, décide de pratiquer avec lui...
10. Hawkeye s’en va t’en guerre (Hawkeye Get Your Gun) : Un hôpital sud-coréen demande de l'aide au MASH. Il leur faut des médicaments et il manque de chirurgiens. Après tirage au sort, ce sont Pierce et le colonel Potter qui se rendent sur place...
11. La jument du colonel (The Colonel's Horse) : Le colonel Potter a une permission d'une semaine pour retrouver sa femme à Tokyo. Il confie sa jument à Radar. Celle-ci tombe malade peu de temps après le départ du colonel. De son côté, Houlihan souffre chroniquement de son appendice mais elle refuse de se faire opérer par Burns...
12. L’exorcisme (Exorcism) : Une série de petits accidents a lieu au MASH. Certains pensent que le mauvais œil est sur le camp. Quand il s'agit de faire venir une prêtresse pour pratiquer un exorcisme, tout le monde n'est pas d'accord...
13. Une histoire à dormir debout (Hawk's Nightmare) : Pierce est choqué par le jeune âge des soldats qu'il doit opérer. Il se met à avoir des crises de somnambulisme, dans lesquelles il se croit enfant, où des cauchemars dans lesquels ses amis d'enfance ont des accidents...
14. Un personnage extraordinaire (The Most Unforgettable Characters) : Radar s'est inscrit à une école d'écriture, il recherche des anecdotes dans le camp pour faire ses "devoirs". D'un autre côté, afin d'offrir un cadeau à Burns pour son anniversaire, Pierce et Hunnicut lui font croire qu'ils se sont brouillés...
15. Le 38 vertical (38 Across) : Afin de résoudre un problème de mots croisés, Pierce essaye de joindre un de ses amis mais, à la suite d'un malentendu et croyant qu'il y a urgence, celui-ci se précipite au camp accompagné d'un amiral...
16. Ping-pong (Ping Pong) : Pierce et Hunnicut décident d'aider Cho, un coréen qui a gagné le tournoi de ping-pong, à organiser son mariage au camp. De son côté, le colonel Potter retrouve un vieil ami qui est venu au front uniquement pour obtenir une décoration, mais qui a mis toute sa section en danger...
17. La dernière course (End Run) : Une star de football universitaire est gravement blessée à la jambe. Pierce et Hunnicut n'ont pas d'autre choix que de l'amputer. De son côté, le major Burns se retrouve à organiser un match de boxe entre Klinger et Zale, à l'insu du colonel Potter.
18. La liaison dangereuse (Hanky Panky) : Hunnicut veut consoler une infirmière qui vient de se faire quitter par son mari mais de fil en aiguille, ils ont une aventure ensemble. Il se sent alors coupable d'avoir été infidèle à sa femme...
19. Hépatite (Hepatitis) : Le père Mulcahy présente des symptômes d'hépatite. Afin d'empêcher qu'une épidémie ne se propage dans le camp, Pierce est chargé de tester tous les officiers et de leur faire une injection préventive, alors que lui-même souffre de maux de dos importants.
20. Le toubib du général (The General's Practitioner) : Un général veut faire de Pierce son médecin personnel. De son côté, Radar s'est engagé à s'occuper de la compagne coréenne, ainsi que de son bébé, d'un soldat qui rentre au pays.
21. MASH fait du cinéma (Movie Tonight) : Tout le personnel est à cran. Le colonel Potter espère que la projection d'un western va calmer les esprits mais celle-ci s'accompagne de nombreuses interruptions...
22. Souvenirs (Souvenirs) : De nombreux enfants coréens sont blessés en allant dans les champs de mines chercher des éclats de bronze pour revendre comme souvenirs. Pierce et Hunnicut tentent de faire cesser ce commerce. Quant à Klinger, il s'est installé au sommet du poteau de basket et n'en descendra qu'une fois rendu à la vie civile...
23. Pénurie (Post Op) : De nombreux blessés sont au camp. Le personnel passe de l'un à l'autre et leur prête une oreille attentive. Pendant ce temps, le colonel Potter se bat pour que le camp soit approvisionné en sang : la rupture de stock menace...
24. La section fait la noce (Margaret's Marriage) : Le fiancé de Margaret Houlihan arrive au camp. Ils ont décidé de se marier au plus vite et de faire la cérémonie au MASH.

## Sixième saison (1977-1978)
1. Le nouveau (Fade Out, Fade In) : Le major Burns ne s'est pas remis du mariage de Margaret ; il n'est pas rentré de sa permission à Séoul et il est introuvable. On envoie le major Winchester au MASH pour le remplacer "temporairement". Il se montre un excellent chirurgien mais terriblement méprisant, car issu d'une très vieille famille de Boston. Quand la nouvelle tombe que Burns a été muté et qu'il ne reviendra plus, le colonel Potter exige de garder Winchester. [Épisode d'une durée exceptionnelle de 50 minutes]
2. La grande désillusion (Fallen Idol) : Radar est déprimé. Suivant les conseils de Pierce, il se rend à Séoul en jeep mais est victime d'un bombardement. Bien qu'il ne soit que légèrement blessé, Pierce culpabilise et craque, ce que Radar lui reproche. Ils en viennent à se disputer...
3. Rira bien qui rira le dernier (Last Laugh) : Un camarade d'Hunnicut fait croire au colonel Potter que ce dernier n'est pas médecin et qu'une enquête va être réalisée. Alors que la plaisanterie semble terminée, la police militaire arrive au camp et arrête Hunnicut...
4. Guerre des nerfs (War of Nerves) : Le colonel Potter profite de la présence au camp de Sidney Freedman, blessé alors qu'il suivait un jeune soldat au front, pour qu'il s'entretienne avec les différents membres du camp. En effet, depuis un certain temps, les tensions sont nombreuses...
5. Les désarrois du major Winchester (The Winchester Tapes) : Le major Winchester enregistre un message à destination de sa famille dans lequel il évoque sa vie au camp et tout le mal qu'il en pense.
6. La lumière qui faiblit (The Light That Failed) : Le camp est en rupture de stock sur de nombreux produits (fils à suturer, coton et notamment ampoules) et le réapprovisionnement tarde. Pour passer le temps, tout le monde lit un roman policier qu'Hunnicut a reçu, mais il manque la dernière page et le nom du coupable...
7. Amour de guerre (In Love and War) : Pierce tombe amoureux d'une coréenne dont il soigne la mère, atteinte de pneumonie. D'autre part, une nouvelle infirmière, qui arrive de Tokyo, laisse penser à Margaret que son mari est peut-être infidèle...
8. L'argent nouveau est arrivé (Change Day) : La monnaie du camp, émise par l'armée, va être renouvelée d'une autre couleur pour lutter contre les faussaires. Winchester veut en profiter pour se faire de l'argent sur le dos des populations locales. Quant à Pierce, il se fait voler les 400 dollars qu'il devait changer pour un blessé...
9. Images (Images) : Une jeune infirmière se montre particulièrement sensible à la vue du sang. Margaret voudrait la faire muter mais le colonel Potter veut lui laisser le temps de s'aguerrir. Radar, de son côté, souhaite se faire tatouer...
10. Les olympiades (The MASH Olympics) : Le colonel Potter est choqué par la mauvaise condition physique du personnel. Il décide d'organiser des "jeux olympiques" opposant deux équipes, avec 3 jours de permission pour l'équipe victorieuse.
11. Le fossoyeur (The Grim Reaper) : Pierce a une prise de bec avec un colonel, lui reprochant son approche uniquement statistique des blessés. Ce dernier veut le traîner en cour martiale, mais il est à son tour blessé et doit être soigné au MASH...
12. Compagnons d'infortune [1/2] (Comrades in Arms) : Pierce et Margaret sont envoyés dans un autre MASH pour former le personnel sur une technique médicale mais en arrivant, ils constatent que, à la suite d'une avancée du front, ce camp a été évacué. Ils se retrouvent isolés derrière les lignes ennemies.
13. Compagnons d'infortune [2/2] (Comrades in Arms) : Alors qu'ils s'abritent dans une cabane, Pierce et Margaret se rapprochent intimement. Margaret pense que cela va être permanent, contrairement à Pierce qui n'ose pas le lui avouer. Mais lorsqu'ils sont enfin retrouvés, ils recommencent à se disputer de plus belle.
14. Le marchand de Corée (The Merchant of Korea) : Winchester a avancé de l'argent à Hunnicut, puis à Pierce. En retour, il exige d'eux qu'ils lui rendent des petits services, ce qui les met hors d'eux. Ils attendent le versement de leur solde pour le rembourser mais celui-ci est en retard...
15. L'odeur de la musique (The Smell of Music) : Pour se détendre après 3 jours d'interventions, Winchester joue du cor. Pierce et Hunnicut décident d'arrêter de se laver jusqu'à ce qu'il arrête la musique. Dans le même temps, le colonel Potter doit gérer un blessé défiguré qui veut mettre fin à ses jours.
16. Brevet no 4077 (Patient 4077) : Pour une opération chirurgicale particulière, les chirurgiens ont besoin qu'un instrument soit modifié. Comme personne à l'état-major ne veut le faire, Pierce et Hunnicut se lancent... Quant à Margaret, elle a perdu son alliance.
17. Le secret de la confession (Tea and Empathy) : Le père Mulcahy apprend en confession où les contrebandiers ont caché la pénicilline volée au camp, mais il doit respecter le secret de la confession... Hunnicut découvre qu'un de ses patients est accro à la morphine.
18. L'hôtel est complet (Your Hit Parade) : Il y a tellement de blessés au MASH qu'on doit en installer partout dans le camp : mess, tente de Pierce-Hunnicut-Winchester, etc. Radar, qui a reçu un lot de disques, fait le DJ pour changer les idées du personnel.
19. Votre diagnostic, docteur ? (What's Up, Doc?) : Margaret craint d'être enceinte. Pour en avoir la certitude, elle doit faire un test. Pour cela, Pierce essaye de persuader Radar de lui donner Fluffy, sa lapine. Parallèlement, Winchester se fait prendre en otage par un blessé qui veut à tout prix rentrer chez lui.
20. Drames familiaux (Mail Call Three) : Après plusieurs mois, le courrier arrive enfin au camp. Les nouvelles sont perturbantes pour beaucoup : la mère de Radar a un nouveau petit ami, la femme de Klinger veut divorcer, celle de Hunnicut reconnait avoir pris plaisir à flirter... Quant à Pierce, il reçoit le courrier d'un homonyme envoyé par plusieurs femmes...
21. Le cow-boy (Temporary Duty) : Il y a un programme d'échange entre camps médicaux. Pierce et une infirmière partent au 8063, et en échange arrivent au 4077 une infirmière amie d'enfance de Margaret, ainsi qu'un chirurgien assez grossier surnommé le "cow-boy".
22. Potter voit rouge (Potter's Retirement) : Le colonel Potter apprend que des rapports critiquant son laxisme ont été envoyés par quelqu'un de sa propre unité au quartier général. Ce dernier veut procéder à une inspection surprise. Désabusé, le colonel annonce qu'il va prendre sa retraite...
23. L'homme des Winchester (Dr. Winchester and Mr. Hyde) : Tout le personnel est épuisé. Pour tenir le coup, Winchester décide de prendre des amphétamines. Quant à Radar, vexé par l'attitude de marines, il décide d'engager sa souris dans une course contre celle de ces derniers.
24. Une histoire de dingues (Major Topper) : La dernière boîte de morphine est de mauvaise qualité. Le colonel Potter demande aux chirurgiens de donner des gélules de sucre et de jouer sur l'effet placebo. De son côté, Klinger doit gérer un soldat qui semble être fou et tire sur des planeurs ennemis imaginaires...

## Septième saison (1978-1979)
1. L'officier commandant Pierce (Commander Pierce) : Le colonel Potter doit s'absenter et il confie le commandement du camp à Pierce. Celui-ci découvre que ce n'est pas une fonction de tout repos...
2. Que la paix soit avec nous (Peace On Us) : Margaret apprend que son mari est parti à San Francisco à la suite de sa propre demande de mutation. Elle décide de demander le divorce. De son côté, Pierce décide d'aller à la conférence pour la paix afin de mettre fin à la guerre.
3. Lily et Sherman (Lil) : Une colonelle est de passage au camp et le colonel Potter passe beaucoup de temps avec elle, ce qui n'est pas du goût de Radar. Quant à Pierce, il est décidé à découvrir le sens des initiales de Hunnicut : BJ.
4. Sous les feux des projecteurs (Our Finest Hour) : Épisode spécial de 43 minutes se présentant comme un reportage réalisé au MASH et constitué d'extraits des épisodes précédents.
5. Trou de mémoire (The Billfold Syndrome) : Winchester décide de ne plus adresser la parole à qui que ce soit dans le camp. Dans le même temps, Pierce et Hunnicut se retrouvent en présence d'un infirmier qui a perdu la mémoire...
6. Personne ne l'aime chaud (None Like it Hot) : C'est la canicule. Pierce et Hunnicut ont acheté une baignoire pour prendre des bains frais. Ils souhaitent garder le secret mais Winchester, le père Mulcahy et Margaret l'apprennent et veulent eux-aussi en profiter...
7. Une nuit de cauchemar (They Call the Wind Korea) : Une tempête arrive sur le camp. Alors que tout le monde se prépare à la subir, le major Winchester, en route pour Séoul conduit par Klinger, doit venir en aide à des soldats grecs sérieusement blessés...
8. La star des chirurgiens (Major Ego) : Après avoir ranimé un patient dont le cœur s'était arrêté, Winchester se fait interviewer par un journaliste...
9. Les gants de Charles (Baby, It's Cold Outside) : Une vague de froid sévit. Winchester, qui a reçu une chaude combinaison, accepte de prêter ses gants fourrés à Margaret, mais il ne tarde pas à le regretter. Pierce doit lutter contre l'hypothermie de certains patients. Quant à Klinger, il devient sourd à la suite de l'explosion de mines...
10. Vue sur MASH (Point of View) : Un soldat blessé à la gorge est envoyé au MASH. [La particularité de cet épisode est que toutes les scènes sont "vues" des yeux du blessé]
11. L'espion du Nord (Dear Comrade) : Winchester embauche un villageois pour ses taches domestiques mais il s'agit en fait d'un espion Nord-coréen chargé de déterminer les causes de l'efficacité du MASH. Dans le même temps, plusieurs blessés présentent une réaction dermatologique allergique de cause inconnue... Quant à Pierce, il gagne un canon au poker.
12. Le grand sommeil (Out of Gas) : Il n'y a plus de penthotal, un anesthésique, et les blessés doivent être endormis à l'éther, dont les vapeurs provoquent des malaises chez le personnel. Le père Mulcahy propose de chercher personnellement du penthotal au marché noir...
13. Œil pour œil (An Eye for a Tooth) : Le père Mulcahy n'a pas eu sa promotion, il est très déçu et veut essayer d'accélérer les choses pour l'obtenir. Dans le même temps, Winchester pousse Pierce, Hunnicut et Margaret dans une escalade à se faire des farces les uns aux autres...
14. Y'a que la foi qui sauve (Dear Sis) : À l'approche de Noël, le père Mulcahy écrit à sa sœur. Il a le moral en berne : il se sent inutile. Personne n'assiste aux offices, ni ne vient se confesser.
15. Le Saint-Bernard (B.J. Papa San) : Parti soigner un coréen atteint d'une pneumonie, BJ se prend d'affection pour la famille et décide de les aider. D'un autre côté, un général de passage au camp joue de malchance et accumule blessure sur blessure.
16. Inga (Inga) : Une médecin suédoise, prénommée Inga, arrive au camp. Pierce ne voit en elle que la femme et a prévu de la séduire mais il se retrouve face à un excellent docteur, ce qui froisse son orgueil de mâle...
17. Le juste prix (The Price) : Klinger a l'intention de corrompre le colonel Potter pour obtenir sa liberté. De leur côté, Pierce et Hunnicut décident de venir en aide à un jeune coréen qui a fui la mobilisation par son armée.
18. Le donneur de leçons (The Young and Restless) : Un jeune capitaine, venu au camp pour une conférence de mise à niveau, remplace le colonel Potter au pied levé. Ses compétences font se remettre en question Winchester et Potter...
19. La résurrection de Margaret (Hot Lips is Back in Town) : Le divorce de Margaret est enfin prononcé. Quand elle l'apprend, elle décide de s'investir avec enthousiasme dans une réforme de la méthode de triage des blessés. De son côté, Radar tombe amoureux d'une nouvelle infirmière.
20. Claustrophobie (C*A*V*E) : Le camp est bombardé. Le colonel Potter décide de déplacer tout le monde à l'abri dans une grotte à 2 km du camp. Pierce se voit contraint d'avouer qu'il est claustrophobe...
21. La chasse aux sorcières (Rally Round the Flagg, Boys) : Pierce est soupçonné d'être communiste pour avoir décidé d'opérer un blessé nord coréen avant un américain. Le colonel Flagg, de la CIA, arrive au camp pour enquêter ; il sollicite l'aide de Winchester...
22. Traitement de choc (Preventive Medicine) : Pierce est prêt à tout pour mettre hors d'état de nuire le colonel Lacy, dont le bataillon présente de loin le plus fort taux de blessés.
23. Un havre de paix (A Night at Rosie's) : Pierce arrive de bon matin chez Rosie. Il en a plus qu'assez et décide de ne plus retourner au camp. Rejoint par Hunnicut, ils décident de fonder un nouvel état, le Rosieland.
24. Les manies du docteur Hawkeye (Ain't Love Grand) : Hunnicut ne supporte plus les petits tics et manies de Pierce. De leurs côtés, Klinger vit une romance avec une infirmière, et Winchester avec une jeune coréenne.
25. Chers parents (The Party) : Hunnicut est très enthousiaste : il veut organiser un repas à New York avec les familles des différents membres du personnel du camp.

## Huitième saison (1979-1980)
1. Le canard à l'orange (Too Many Cooks) : Un soldat blessé, soigné au camp, s'avère être un excellent cuisinier. Mais le colonel Potter, aigri par des problèmes de couple, estime qu'il n'a plus de soins à recevoir et veut donc qu'il rejoigne son unité.
2. Maggy la menace (Are You Now, Margaret) : L'assistant d'un représentant du congrès vient au camp afin de pouvoir rendre compte de l'état des troupes. Mais le personnel du camp le soupçonne d'être là pour une autre raison. Il finit par avouer que Margaret a été dénoncée en haut lieu comme espionne communiste.
3. Évasion manquée (Guerilla My Dreams) : Parmi les blessés nouvellement arrivés se trouve une femme accusée par un lieutenant sud-coréen d'être une terroriste communiste. Connaissant la réputation du militaire coréen, Pierce veut l'empêcher de mettre la main sur la blessée.
4. Adieu Radar [1/2] (Good-Bye Radar) : Le camp n'a plus d'électricité : le générateur a explosé et celui de secours a été volé. Dans le même temps, le retour de Radar de sa permission à Tokyo ne se fait pas sans péripéties...
5. Adieu Radar [2/2] (Good-Bye Radar) : À peine rentré au camp, Radar apprend le décès de son oncle. Il devient donc chef de famille et peut rentrer au pays. Tout le personnel prend alors conscience d'à quel point il va leur manquer.
6. L'ennemi commun (Period of Adjustment) : Depuis le départ de Radar, tout le monde le regrette. Exceptés Klinger, qui en a assez qu'on lui fasse remarquer son incompétence dans le poste qu'occupait Radar, et Hunnicut, jaloux que ce dernier ait pu passer du temps avec sa famille...
7. Le diable rôde au camp (Nurse Doctor) : Une jeune infirmière du camp veut passer le concours pour entrer en école de médecine. Elle ne trouve de l'aide qu'auprès du père Mulcahy mais elle finit par en tomber amoureuse.
8. La vengeance de madame Li (Private Finance) : Alors qu'il est intervenu pour empêcher une jeune blanchisseuse du camp de vendre ses charmes à un soldat, Klinger est accusé par la mère de celle-ci, Madame Li, d'avoir voulu abuser d'elle. De son côté, Pierce doit gérer la fortune d'un soldat mort sur la table d'opération.
9. L'inconnue (Mr. and Mrs. Who?) : Pierce et Hunnicut doivent gérer un cas de fièvre hémorragique. Winchester revient de Tokyo encore ivre et sans aucun souvenir de son séjour, jusqu'à l'arrivée au camp d'une femme qui prétend qu'ils se sont mariés.
10. Les dindes de la route (The Yalu Brick Road) : Le personnel est infesté de salmonelles à cause de dindes avariées fournies par Klinger. Pierce et Hunnicut sont partis chercher des antibiotiques mais en chemin ils rencontrent un soldat nord-coréen, puis d'autres...
11. Course contre la mort (Life Time) : Un blessé arrive avec une déchirure de l'aorte ; il lui faut d'urgence (dans les 20 minutes) une greffe. Arrive alors un soldat touché à la tête, cliniquement mort, mais dont le cœur bat encore. Pierce et Hunnicut vont devoir attendre que son cœur s'arrête pour prélever son aorte et réaliser la greffe.
12. Histoire drôle (Dear Uncle Abdul) : Pierce raconte une histoire drôle à Hunnicut, mais ce dernier sourit à peine... Peu de temps après, Pierce découvre qu'Hunnicut a raconté son histoire à tout le camp, récoltant les lauriers à la place de Pierce...
13. Le capitaine Mulcahy (Captains Outrageous) : Pierce, Hunnicut et Winchester doivent tenir le bar de Rosie, qui a été blessée lors d'une bagarre dans son établissement. Quant au père Mulcahy, il est à bout : on lui a encore refusé sa promotion de capitaine. Le colonel Potter essaye d'arranger les choses.
14. Jour de gloire (Stars and Stripes) : Hunnicut et Winchester doivent rédiger un article sur une opération délicate qu'ils ont réalisée ensemble. Cela ne se fait pas sans frictions entre eux. De son côté, Margaret a des difficultés à gérer une relation sentimentale.
15. Une visite inattendue (Yessir, That's Our Baby) : Un bébé est déposé devant la tente de Pierce, Hunnicut et Winchester. Tout le personnel du camp est sous le charme. Mais vu le peu d'avenir qui l'attend en Corée, il est décidé de tout faire pour qu'il soit rapatrié aux États-Unis.
16. La métamorphose d'Hawkeye (Bottle Fatigue) : Quand Pierce réalise l'ampleur de la somme qu'il dépense au bar, il décide d'arrêter de boire. Il devient très vite insupportable...
17. Oreillons (Heal Thyself) : Le colonel Potter et Winchester ont contracté les oreillons. Ils sont mis en quarantaine pour éviter de contaminer tout le personnel. On envoie un chirurgien suppléant au camp pour pallier leur indisponibilité.
18. Les petits monstres (Old Soldiers) : Des enfants coréens, amenés par la Croix Rouge et qui doivent être vaccinés, doivent rester au camp en observation pour des problèmes d'allergie au sérum. Parallèlement, l'attitude du colonel Potter conduit Pierce et les autres à penser qu'il a de sérieux problèmes de santé...
19. Les officiers modèles (Morale Victory) : Le colonel Potter en a assez des incessantes plaisanteries et critiques de Pierce et Hunnicut. Il les désigne « officiers modèles », responsables du moral des troupes.
20. Les deux font la paire (Lend a Hand) : Pierce doit aller faire une intervention dans une station médicale avancée en compagnie d'un médecin formateur qu'il ne supporte pas.
21. Tentative de suicide (Goodbye, Cruel World) : Un héros de guerre arrive blessé au camp. Quand il apprend qu'il va rentrer au pays, lui qui ne vit que pour se battre décide d'essayer de se suicider. De son côté, Klinger, qui en a plus qu'assez, décide de faire un faux afin de pouvoir quitter l'armée.
22. Cauchemars (Dreams) : Ereinté par l'arrivée incessante de blessés, le personnel profite du moindre répit pour se reposer mais chacun voit son sommeil perturbé par de terribles cauchemars.
23. Correspondance de guerre (War Co-Respondent) : Une jolie journaliste reporter de guerre est de passage au camp. Alors que Pierce fait tout pour la séduire, elle tombe sous le charme de Hunnicut.
24. C'est pourtant pas sorcier (Back Pay) : Quand il apprend que des médecins se font grassement payer par l'armée aux USA, Pierce estime qu'il doit lui aussi faire payer ses services. Quant à Winchester, il doit s'occuper de 3 médecins coréens venus observer les techniques chirurgicales, ce qu'il fait avec beaucoup de mépris...
25. Poisson d'avril (April Fools) : À l'approche du 1er avril, les chirurgiens se font de nombreuses farces. Quand le colonel Potter apprend la visite d'inspection d'un colonel à la terrible réputation, il leur demande de cesser ces enfantillages.

## Neuvième saison (1980-1981)
1. Une partie de plaisir (The Best of Ennemies) : Le colonel Potter et Winchester se lancent un défi afin de déterminer lequel des deux est le meilleur joueur de bridge. De son côté, Pierce part en permission mais se fait capturer par un soldat nord-coréen qui a besoin d'un médecin pour sauver son camarade.
2. Les lettres (Letters) : Une amie de Pierce institutrice a demandé à ses élèves d'écrire au personnel du camp. Chacun répond au courrier qu'il a reçu.
3. J'irai revoir mon Italie (Cementing Relationships) : Les chirurgiens découvrent que le plancher de la salle d'opération héberge une importante quantité de germes pathogènes. Ils veulent réaliser un sol en béton pour résoudre ce problème. De son côté, Margaret se débat avec un blessé italien qui est tombé amoureux d'elle.
4. Un quartier de bœuf  (Father's Day) : Un blessé affecté au service d'approvisionnement fait livrer à Pierce un quartier de bœuf en remerciements des soins reçus, mais celui-ci a été volé à un général... Margaret, elle, reçoit la visite de son père, avec lequel elle entretient des rapports compliqués.
5. Joyeux Noël (Death Takes a Holiday) : Pour fêter Noël avec les enfants de l'orphelinat, chacun a contribué en offrant quelque chose. Mais pendant la fête, un blessé arrive qui semble condamné. Hunnicut décide de tout faire pour retarder l'échéance afin que les enfants du blessé ne voient pas en Noël le jour de la mort de leur père.
6. Quand la guerre finira (A War for all Seasons) : Nous suivons la vie au camp pendant l'année 1951 : des paris sur le vainqueur de la saison de base-ball au jardinage du père Mulcahy, en passant par le tricot de Margaret ou l'élaboration d'un rein artificiel par Pierce et McIntyre.
7. Klinger rempile (Your Retention Please) : Alors qu'il espérait qu'elle revienne vers lui, l'ex-femme de Klinger lui annonce qu'elle va épouser son meilleur ami. Un sergent recruteur profite alors de son état dépressif (et de son ébriété)  pour lui faire signer un prolongement dans l'armée de six ans.
8. Liberté de presse (Tell it to the Marines) : Un jeune blessé doit rentrer au pays dans 3 semaines mais sa mère, hollandaise, sera expulsée avant. Il souhaite rentrer plus tôt mais se le voit refuser. Pour l'aider, Pierce veut faire paraître un article exposant son problème.
9. Troc en tout genre (Taking the Fifth) : Les médecins n'ont plus le droit d'utiliser le curare comme anesthésique. Le colonel Potter décide de passer outre et s'arrange avec des canadiens pour en troquer contre des bouteilles d'oxygène. Klinger l'accompagne, mais il est intéressé pour échanger lui aussi des produits alimentaires contre du vin français.
10. Reconnaissance éternelle (Operation Friendship) Klinger a sauvé Winchester lorsque l'autoclave a explosé, mais il a été légèrement blessé. Durant sa convalescence, Winchester décide de le remplacer à son travail et de l'assister jour et nuit, mais Klinger ne tarde pas à en abuser. De son côté, Hunnicut semble avoir été blessé à la main lui aussi, mais il refuse de l'admettre.
11. La fournaise (No Sweat) : C'est une nuit de canicule et personne ne dort. Hunnicut ressasse les problèmes ménagers de sa femme au pays. Winchester doit faire la comptabilité de sa famille depuis l'arrestation de son comptable pour fraudes, tandis que le père Mulcahy lui tient compagnie. Margaret veut cacher ses problèmes d'irritation de la peau. Quant au colonel, il prend un somnifère.
12. Le Courrier de Klinger (Depressing News) : Klinger lance un journal sur la vie au camp. Il en profite surtout pour soutirer de l'argent, sous prétexte d'abonnements et autres contributions. Pierce connait un moment de déprime après la livraison de 500.000 abaisse-langue par erreur, ce qui lui fait prendre conscience de l'absurdité de leur situation en Corée.
13. Blague à part (No Laughing Matter) : Le colonel Baldwin visite le camp : c'est l'homme responsable de la nomination de Winchester au MASH ; ce dernier veut se venger. Quant à Pierce, il n'apprécie pas qu'Hunnicut lui explique qu'il cache son caractère angoissé par les éternelles blagues qu'il fait.
14. Anniversaire de mariage (Oh, How We Danced) : Hunnicut déprime : c'est la première fois qu'il n'est pas avec sa femme pour leur anniversaire de mariage. Winchester, lui, est agressé physiquement par le chef d'une unité qu'il a inspectée, du point de vue sanitaire, et sur laquelle il a fait un rapport catastrophique.
15. À fond de train (Bottoms Up) : Pierce baisse le pantalon de Winchester en pleine salle d'opération, mais sa blague n'est pas appréciée par le personnel. Quand il essaye de corriger le tir, il ne fait qu'aggraver son cas. De son côté, Margaret est confrontée à une de ses amies temporairement affectée au camp et qui n'a pas réglé ses problèmes avec l'alcool.
16. Surtension (The Red/White Blues) : Le colonel Potter fait de l'hypertension. Tout le monde essaye de le ménager et de prendre soin de lui, ce qui ne fait que l'énerver encore plus.
17. À tes souhaits (Bless You, Hawkeye) : Pierce est pris d'éternuements incontrôlables, mais aussi inexpliqués. Après analyses, ce n'est ni une maladie, ni allergique. Le colonel Potter fait appel au major Sidney Freedman, le psychiatre, envisageant une cause psychologique.
18. La maladie de l'ange (Blood Brothers) : Deux amis sont hospitalisés au camp. Quand le premier veut donner son sang au second, Pierce et McIntyre découvre qu'il est atteint de leucémie. Quant au père Mulcahy, il prépare la visite d'un cardinal avec beaucoup de stress.
19. Un fermier nommé Park Sung (The Foresight Saga) : Pierce et Hunnicut recueillent un jeune fermier coréen, victime de bombardements. Klinger casse accidentellement les lunettes du colonel Potter, après que le personnel se soit réuni pour lire une lettre que leur a envoyée Radar.
20. Histoire de plateaux (The Life You Save) : Chaque officier est nommé responsable d'un secteur. Pierce est chargé du mess. Il constate qu'il manque des plateaux et essaye d'en trouver afin que les comptes soient justes. Winchester, lui, est profondément troublé après avoir frôlé la mort.

## Dixième saison (1981-1982)
1. Tous au spectacle (That's Show Biz) : Une chanteuse du théâtre aux armées fait une crise d'appendicite, elle est opérée par Pierce. La troupe, venue prendre de ses nouvelles, en profite pour donner une représentation pour les blessés. À la suite d'une offensive ennemie, la troupe va devoir passer quelque temps au camp... [épisode d'une durée exceptionnelle de 50 minutes]
2. Confusion d'identité (Identity Crisis) : Le père Mulcahy est confronté à un blessé qui a volé la plaque d'identification d'un de ses camarades mort au combat et qui allait être démobilisé. Winchester et Hunnicut doivent gérer un représentant en placements financiers qui fait du zèle. Pierce et Houlihan aide un soldat à se venger de la femme qui vient de le quitter.
3. La rumeur (Rumor at the Top) : Un général envoie un major observer le MASH pendant 48 heures. Quand Klinger se voit refuser une commande par l'état-major, il s'imagine que tout cela est lié et répand la rumeur qu'un nouvel hôpital va être créé et que le MASH va être démantelé.
4. La fontaine (Give 'Em Hell, Hawkeye) : Le commandement promet un nouveau chauffe-eau au MASH à la condition d'embellir le camp. Pierce écrit au président américain pour lui expliquer toutes les absurdités de cette guerre.
5. Le démon du jeu (Wheelers and Dealers) : C'est le grand tournoi de poker. Hélas pour Potter et Klinger, ils ne peuvent pas y participer : le premier doit suivre une formation pour retrouver son permis de conduire, l'autre passe la nuit à remplir des formulaires. Quant à Hunnicut, il le prend très au sérieux, voire trop : il veut gagner beaucoup d'argent pour l'envoyer à sa femme qui a dû reprendre un travail.
6. Représailles (Communication Breakdown) : Journaux et magazines ne sont plus livrés au camp. Seul Winchester reçoit un journal de Boston dans les colis envoyés par sa famille. Le personnel voudrait en profiter mais Winchester n'est pas prêteur... Un blessé nord-coréen est confronté à son frère qui combat dans l'autre camp.
7. Vol à la tire [1/2] (Snap Judgment) : Il y a de nombreux vols dans le camp. Klinger fait une rapide enquête et découvre un marché noir où il retrouve notamment un appareil Polaroïd. Contrôlé par la police militaire en possession de cet appareil, il est alors accusé d'être le voleur...
8. Vol à la tire [2/2] (Snappier Judgment) : Klinger passe en cour martiale. C'est Winchester qui le défend. Pierce et Hunnicut, eux, essayent de tendre un piège au véritable voleur.
9. La revanche du caporal ('Twas the Day After Christmas) : Le colonel décide de fêter la saint Étienne à l'anglaise : en échangeant les postes entre officiers et simples soldats. Il échange lui-même son poste avec Klinger ; Pierce et Mulcahy deviennent aides-soignants ; Houlihan et Hunnicut font le service au mess ; quant à Winchester, il seconde le chef cuisinier.
10. Une sombre histoire de calcul (Follies of the Living - Concerns of the Dead) : Un jeune soldat blessé décède à peine arrivé au camp ; son esprit reste sur place. Seul Klinger, atteint d'une forte fièvre à la suite d'un calcul rénal, le voit.
11. L'amour vache (The Birthday Girls) : Houlihan doit partir en permission à Tokyo (et y retrouver un général) mais le colonel Potter lui demande de donner un cours aux infirmières. Elle se fait remplacer par Winchester. Toutefois, sur le trajet pour l'aéroport, la Jeep conduite par Klinger tombe en panne. De leur côté, Pierce et Hunnicut veulent aider un paysan et sauver sa vache, blessée par un tir d'obus mais sur le point de mettre bas.
12. Faits divers (Blood and Guts) : Un célèbre journaliste vient au camp pour écrire un article. Tout le monde est sous son charme, jusqu'au moment où Pierce réalise qu'il invente la quasi-totalité de ses textes...
13. Le déserteur (A Holy Mess) : Un déserteur cherche à obtenir asile auprès du père Mulcahy, mais comme celui-ci pratique l'office sous la tente du mess, cela empêche le personnel de profiter d'un déjeuner avec de vrais œufs offerts par un éleveur.
14. La dent de l'amer (The Tooth Shall Set You Free) : Winchester a une rage de dents et refuse de voir le dentiste. Pierce et Hunnicut sont confrontés à un officier raciste qui envoie tous ses soldats afro-américains au casse-pipe afin d'en être débarrassé.
15. Vent de folie (Pressure Points) : Après avoir commis une erreur médicale (rattrapée par Pierce), le colonel Potter en vient à douter en ses capacités. Il fait appel à Sidney Freedman, le psychiatre, afin de le consulter et de lui demander conseil.
16. Le testament (Where There's a Will, There's a War) : Pierce part exercer au front en remplacement de Hunnicut, qui est à Séoul. Quant ce dernier revient et qu'il apprend qu'un chirurgien est mort au front, il culpabilise et fait tout pour savoir si c'est Pierce. Ce dernier, toujours vivant mais inquiet par les bombardements, rédige son testament et se remémore les bons moments passés au camp.
17. Les promotions (Promotion Commotion) : Pierce, Hunnicut et Winchester vont siéger à la commission des promotions. Tous les soldats inscrits au tableau d'avancement font alors preuve de flagornerie envers eux ou essayent de les soudoyer. Winchester est même menacé. Quant au colonel Potter, il s'attache à un jeune blessé de 18 ans.
18. La rançon de la gloire (Heroes) : Un champion de boxe est de visite au camp. Mais pendant le banquet donné en son honneur, celui-ci est victime d'une attaque cérébrale. Une horde de journalistes arrive alors au camp et harcèle Pierce pour obtenir des informations.
19. Coups de boules (Sons and Bowlers) : Le colonel Potter ne digère pas la défaite de son équipe au baseball face aux marines. Il veut une revanche et choisit de les affronter au bowling. Pierce essaye de joindre son père : il vient d'apprendre que ce dernier doit subir une opération chirurgicale mais n'a pas plus d'informations...
20. Chaussettes blues (Picture This) : Pierce est à bout : Hunnicut a encore fouillé dans ses affaires et lui a pris sa dernière paire de chaussettes. L'ambiance entre eux se dégrade au point que Pierce quitte leur tente pour se trouver une chambre.
21. La chèvre (That Darn Kid) : Klinger a acheté une chèvre pour vendre du lait frais. Pierce est chargé de distribuer la paye des soldats. Mais, pendant que tout le personnel est occupé avec de nouveaux blessés, la chèvre se détache et va manger les billets de banque de la paye...

## Onzième saison (1982-1983)
1. L'inspecteur (Hey, Look Me Over) : Les infirmières ont été évacuées plusieurs jours par sécurité. À leur retour, elles trouvent le camp dans un état déplorable. Elles doivent tout remettre en état, d'autant plus qu'une inspection doit venir dans 2 jours...
2. Histoire de fantômes (Trick or Treatment) : Alors que tout le personnel s'apprête à fêter Halloween, de nombreux blessés arrivent, dont plusieurs marines ivres, ainsi qu'un homme déclaré mort mais en fait dans le coma.
3. L'amour impossible (Foreign Affairs) : Winchester tombe amoureux d'une française représentante de la Croix Rouge. Pierce et Hunnicut doivent gérer un soldat des relations publiques de l'armée qui veut faire passer un prisonnier de guerre pour un héros déserteur de son armée.
4. L'arroseur arrosé (The Joker is Wild) : En souvenir de Radar, un défi est lancé : réussir à faire une farce à chaque officier en 24 heures. Pierce déclare qu'il ne se fera pas avoir, mais il en devient complètement paranoïaque...
5. Oraison funèbre (Who Knew?) : Pierce sort avec une infirmière et tout se passe très bien, quand celle-ci meurt soudainement. Il se porte volontaire pour prononcer son oraison funèbre mais réalise que ni lui, ni le personnel ne la connaissaient vraiment. Klinger essaye de convaincre Winchester à investir dans une entreprise de fabrication de cerceaux.
6. Opération "canon" (Bombshells) : Pierce et Winchester s'amusent à lancer une rumeur : Marilyn Monroe va venir rendre visite au camp. Hunnicut part en hélicoptère pour pêcher mais il rencontre des blessés qu'il doit ramener au camp. Hélas, il est contraint par des tirs ennemis d'en abandonner un...
7. Opération diversion (Settling Debts) : La femme du colonel Potter écrit à Pierce : elle a réussi à rembourser leur emprunt et à faire lever l'hypothèque sur leur maison. Elle lui demande d'organiser une fête surprise pour son mari. Mais Potter a aperçu la lettre et cherche à savoir ce qu'il se trame...
8. La lune était innocente (The Moon is Not Blue) : C'est la canicule. Malgré cela, un général ordonne la fermeture du bar et l'interdiction de la consommation d'alcool à tout le personnel. Pierce donne un placebo à Klinger, lui faisant croire que cela va réguler sa température et qu'il ne souffrira plus du chaud. Pierce et Hunnicut essayent d'obtenir un film qui a été censuré pour "scènes trop osées".
9. Souvenir de l'orphelinat (Run for the Money) : Des paris importants ont été misés sur une course contre le MASH 8063. C'est le père Mulcahy qui va devoir courir : s'il gagne, il pourra faire refaire le toit de l'orphelinat. Winchester, lui, vient en aide à un soldat bègue, victime de ce fait de harcèlement moral.
10. Le coup de foudre (U.N., the Night and the Music) : Une délégation de l'O.N.U. est en visite. Le colonel Potter essaye de pratiquer le yoga, suivant les conseils d'un représentant indien. Charles est confronté à un britannique plus snob que lui. Margaret, elle, tombe sous le charme du représentant suédois. BJ, de son côté, fait tout son possible pour sauver la jambe d'un jeune blessé.
11. Coup de fil fatal (Strange Bedfellows) : Le colonel Potter reçoit son gendre. Quand l'hôtel de Séoul, où ce dernier séjournait, le contacte pour lui dire que la femme qui l'accompagnait a oublié des affaires, il est terriblement abattu. Pierce et Hunnicut, eux, sont confrontés à un problème de taille : Winchester s'est mis à ronfler et ils ne peuvent plus dormir.
12. Voix sans issue (Say No More) : Alors qu'elle doit rencontrer un médecin qu'elle vénère, Margaret est atteinte d'une extinction de voix. Un général décide de s'installer temporairement au camp tant que son fils blessé est soigné par Pierce.
13. Une note de trop (Friends and Ennemies) : BJ doit garder la tente à cause d'un ongle incarné. Il fait tout pour empêcher Charles d'écouter ses disques de musique classique. Le colonel Potter est confronté à un vieil ami dont le comportement et les ordres ont entraîné de nombreux blessés.
14. Passe à ton voisin (Give and Take) : Winchester a oublié de faire la quête pour les bonnes œuvres le jour de la paye. Fuyant la difficulté, il demande à Margaret de s'en charger, elle passe le relais à BJ, qui fait de même avec Pierce. Un soldat américain et un nord-coréen qui se sont blessés mutuellement se retrouvent dans deux lits voisins.
15. Témoignage (As Time Goes By) : Margaret veut enterrer une caisse rempli d'objets témoignant de leur mission en Corée, mais Pierce y met son grain de sel... Klinger et Mulcahy veulent innocenter une jeune coréenne et l'aider à retrouver ses parents
16. Adieu tout le monde (Goodbye, Farewell and Amen) : Tout le camp est en effervescence : les rumeurs concernant un armistice semblent se confirmer. Seul Pierce n'est pas enthousiaste : il est hébergé dans l'établissement géré par le Dr Freedman, le psychiatre, après avoir craqué nerveusement à la suite d'une expérience traumatisante de plus... [Épisode d'une durée exceptionnelle de 2 heures]